# Alcovasaurus
Alcovasaurus („Ještěr z lokality Alcova“) byl rod ptakopánvého dinosaura z čeledi Stegosauridae, který žil v období pozdní jury na území současného Wyomingu (kraj Natrona). Jméno získal na základě místa objevu, kterým je lom u Alcova ve Wyomingu.

## Historie
První fosilní exemplář byl objeven roku 1908 W. H. Reedem a A. C. Dartem a vědecky popsán roku 1914 ještě jako Stegosaurus longispinus. Teprve o celé století později byla rozeznána jeho odlišnost na úrovni rodu a dostal své vlastní vědecké rodové jméno. Druhové jméno odkazuje k dlouhým trnům na hřbetě, podstatně špičatějším než v případě příbuzného stegosaura. V roce 2019 byl tento rod synonymizován s rodem Miragaia, známým do té doby jen z Portugalska.

## Tělesné rozměry
Alcovasaurus byl poměrně velký stegosaurid s délkou stehenní kosti 108,2 cm a nejdelším bodcem o délce 98,5 cm. Bodce zřejmě sloužily primárně k obraně, mohly být ale využity i k vnitrodruhové nebo mezidruhové signalizaci. Tento stegosaurid dosahoval odhadované délky kolem 6,5 metru a hmotnosti asi 3500 kilogramů.